# Schoenefeldia gracilis
Schoenefeldia gracilis là một loài thực vật có hoa trong họ Hòa thảo. Loài này được Kunth miêu tả khoa học đầu tiên năm 1830.